# Dash Galaxy in the Alien Asylum
Dash Galaxy in the Alien Asylum is een videospel voor het platform Nintendo Entertainment System. Het spel werd uitgebracht in februari 1990.

## Ontvangst
| Beoordeeld door | Datum        | Score |
| --------------- | ------------ | ----- |
| VideoGame       | maart 1991   | 60%   |
| GameCola.net    | januari 2005 | 26%   |